# Блажениј де Жос (Бистрица-Насауд)
Блажениј де Жос (рум. Blăjenii de Jos) насеље је у Румунији у округу Бистрица-Насауд у општини Шинтереаг. Oпштина се налази на надморској висини од 300 m.

## Становништво
Према подацима из 2002. године у насељу је живело 426 становника.

### Попис2002.
| Расподела становништва по националности 2002.‍ | Расподела становништва по националности 2002.‍ | Расподела становништва по националности 2002.‍ | Расподела становништва по националности 2002.‍ | Расподела становништва по националности 2002.‍ |
| --------------------------------------------- | --------------------------------------------- | --------------------------------------------- | --------------------------------------------- | --------------------------------------------- |
|                                               |                                               |                                               |                                               |                                               |
| Румуни                                        | Румуни                                        |                                               | 420                                           | 98,6%                                         |
| Мађари                                        | Мађари                                        |                                               | 6                                             | 1,4%                                          |